# Juozas Tallat-Kelpša
Juozas Tallat-Kelpša   (Kalnujai, 1 de gener de 1889 (Julià) - Vílnius, 5 de febrer de 1949) fou un compositor lituà.

## Biografia

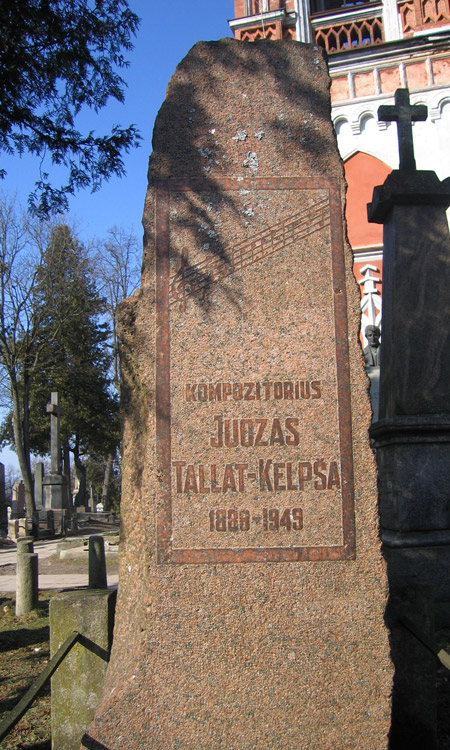
Monument al cementiri de Rasu

Juozas Tallat-Kelpša va néixer el 20 de desembre [C.J. 1 de gener de 1889] de 1888 al poble de Kalnujai, en l'actual Lituània (llavors part de l'Imperi Rus). El 1900, després de graduar-se a una escola pública de la ciutat d'Ylakiai, va estudiar a Rokiškis, i després a Vílnius a l'escola de la Societat Musical Russa (1905—1907).
Des del 1907 va viure a Sant Petersburg i va estudiar teoria de la composició al seu conservatori (professors Anatoli Liàdov, Maximilian Steinberg i Jāzeps Vītols), va dirigir cors lituans i belarussos, va dirigir actuacions d'òpera, va participar en actuacions de drama, va acompanyar solistes i va compondre música per a obres escèniques. Durant les vacances del 1909 va preparar la producció de l'òpera Birutė de Mikas Petrauskas a Vílnius i va ser el director de la producció. El mateix any, va ser elegit membre de la Comissió de recopilació de cançons i melodies al Congrés de la Societat científica de Lituània a Vílnius.
El 1916 es va graduar al Conservatori de Petrograd. El 1918 va tornar a Lituània. Va ser membre del Col·legi de Música del Comissariat Popular d'Educació de Lituània. A Vilna va organitzar un cor mixt i va fer-hi classes.
Des del 1919 visqué a Kaunas. Va treballar com a cap del departament de música del departament d'art del Ministeri d'Educació. A finals de 1919 va rebre una beca per fer pràctiques a Berlín. En tornar a la primavera de 1920, es va convertir en un dels fundadors i director permanent del Teatre de l'Òpera de Kaunas(des de 1948, LitATOB a Vílnius).
Des de 1920, va fer classes a l'Escola de Música de Kaunas (des de 1933 - al Conservatori de Kaunas). Professor des del 1948, va dirigir l'estudi d'òpera.
Fou President de la Junta de la Unió de Compositors de l'RSS de Lituània (1948-1949). Membre de la junta de la Unió de Compositors Soviètics.
Juozas Tallat-Kelpša va morir el 5 de febrer de 1949 a Vílnius. Va ser enterrat al cementiri de Rasų.

## Creativitat
Va enregistrar més de 700 cançons populars lituanes i belarusses.
- «Cantata a Stalin» (1947; lletra de Salomėja Nėris)
- «Cançó trista» - peça simfònica - (1931)
- «No ens rendirem !» - marxa - (1940)
- Suite per a un quartet d'instruments de vent sobre cançons populars (1946)
- Obertura sobre cançons populars lituanes (1945)
- Romances, cors, obres instrumentals, música per a actuacions dramàtiques
- Cançons per a versos de Liudas Gira, Balys Sruoga i Maironis.[1]

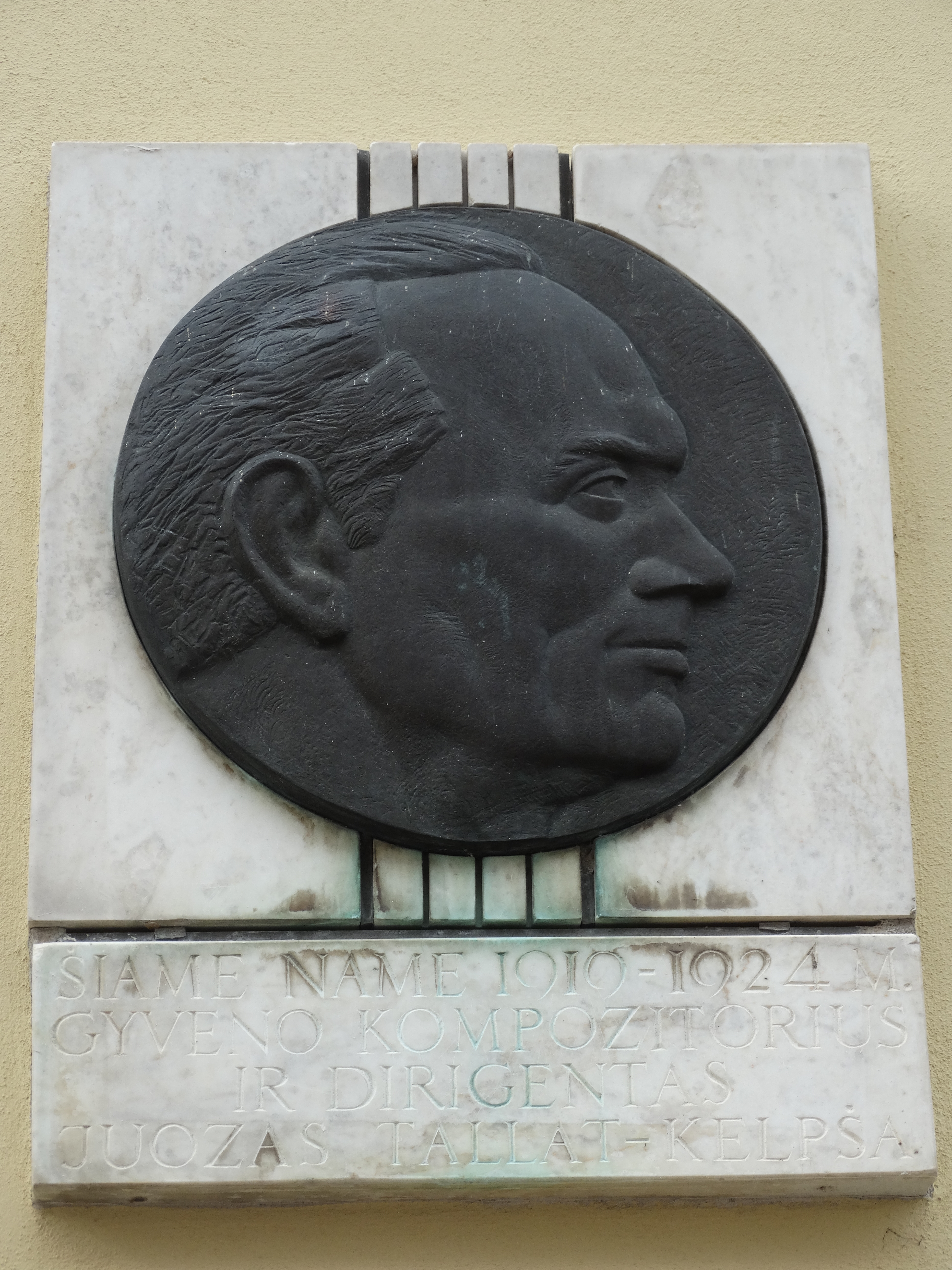
Placa amb el seu rostre a Kaunas

## Premis i honors
- Orde del Gran Duc de Lituània Gediminas (1929)
- Orde de Vytautas el Gran de tercer grau (1938)[4]
- Premi Stalin de primer grau (1948) — per la «Cantata a Stalin» (1947)[5]
- Artista honrat de l'RSS de Lituània (1945)